# Gabriele Ostinelli
Gabriele Ostinelli (Como, 16 giugno 1943) è un politico italiano, ex deputato per la Lega Nord.
Eletto deputato alle elezioni del 1992 e del 1994, viene poi ricandidato sempre dalla Lega per il Senato alle elezioni del 1996, perdendo però nel collegio di Como contro Gianfranco Miglio, ex leghista sostenuto dal Polo per le Libertà.
È il padre dell'arbitro di calcio Emilio Ostinelli.